# André Favereau
Pour les articles homonymes, voir Favereau.
André Faverau, né le 4 juillet 1907 à Paris 7e, où il est mort le 7 février 1989, est un résistant, fonctionnaire et diplomate français, compagnon de la Libération. Entré dans la résistance après l'armistice du 22 juin 1940, il joue un rôle important dans la mise en place de maquis dans les régions du nord de la France. Après la guerre, il entre au service du gouvernement, occupant notamment des postes de consul et d'ambassadeur.

## Biographie

### Jeunesse et engagement
Fils d'un vice-amiral, André Favereau naît le 4 juillet 1907 à Paris. Après avoir passé une licence de droit, il effectue son service militaire dans la cavalerie mais ne suis pas les traces de son père en s'engageant et devient administrateur délégué aux établissements Vendeuvre.

### Seconde Guerre mondiale
Au déclenchement de la seconde guerre mondiale, alors qu'il peut bénéficier d'une affectation spéciale du fait de son emploi dans l'industrie, il décide de combattre et participe à la bataille de France au sein du 25e groupe de reconnaissance de corps d'armée. Refusant l'armistice du 22 juin 1940, il entre dans la résistance en octobre de la même année. Son emploi d'administrateur chez Vendeuvre l'amenant à se rendre dans les différentes usines du groupe, il peut facilement voyager entre la zone occupée et la zone libre, lui permettant de recueillir et de distribuer de précieux renseignements. À la fin de l'année 1940, il est contacté par Maurice Duclos, membre du BCRA et fournit des informations au réseau "Saint-Jacques" mis en place par Duclos. Repéré par la gestapo, il est arrêté en juillet 1941 et incarcéré à la prison de Fresnes mais relâché en novembre, faute de preuves.
Ses liaisons avec le réseau « Saint-Jacques » ayant été coupées à la suite de son arrestation, il organise de lui-même des groupes de résistance en Normandie et en Bretagne. En 1943, en voyage dans le sud, il s'engage dans le mouvement Combat d'Henri Frenay et entre complètement en clandestinité. Recruté par Georges-Louis Rebattet, il participe à la mise en place de maquis destinés à recueillir les jeunes réfractaires au service du travail obligatoire. À partir d'août 1943, sous le pseudonyme de Brozen, il est chargé de créer et organiser le service des maquis en zone nord. Assisté de Marc O'Neill et en liaison avec les délégués militaires régionaux, il met en place un important dispositif équipé d'un service de faux-papiers d'identité et d'un dépôt d'intendance. Le service oriente vers les maquis du nord près de 200 hommes par mois et, fin décembre 1943, ce sont plus de mille officiers et soldats qui ont été formés et organisés en groupes francs. André Favereau, ne se contentant pas de son rôle d'organisateur, participe personnellement aux actions de sabotage de ses maquis. Au début de l'année 1944, les maquis sont progressivement intégrés aux forces françaises de l'intérieur (FFI). Cependant, André Favereau est à nouveau traqué par la gestapo et, pour sa protection, il reçoit l'ordre de se rendre à Alger en mai 1944. Détaché au 12e groupe d'armées américaines, il prend le commandement d'un Special Forces Detachment chargé d'opérations conjointes avec les résistances françaises et belges. De retour dans les FFI en octobre 1944, il termine la guerre avec le grade de colonel.

### Après-guerre
Après la guerre, il se met au service du gouvernement provisoire de la République française et travaille à nouveau pour Henri Frenay dont il est directeur de cabinet au ministère des prisonniers, déportés et réfugiés de guerre. En 1946, il est nommé gouverneur de Rhénanie-Palatinat puis en 1954, il part pour Beyrouth où il est directeur de l'UNRWA, organisme des Nations-Unies chargé de l'assistance aux réfugiés palestiniens. Restant au Proche-Orient à la fin de ce mandat, il est consul général de France à Jérusalem de 1958 à 1960. Ambassadeur de France en Birmanie de 1961 à 1963, il rentre ensuite en métropole pour devenir adjoint au commandant du collège de défense de l'OTAN jusqu'en 1965. Après une mission de deux ans à la direction du personnel du ministère des affaires étrangères, il devient Ambassadeur de France en Australie en 1967 avant de prendre sa retraite en 1971.
André Favereau meurt le 7 février 1989 à Paris et est inhumé à Lorient.

## Décorations
|  |  |  |
|  |  |  |

| Commandeur de la Légion d'honneur                | Commandeur de la Légion d'honneur | Commandeur de la Légion d'honneur | Compagnon de la Libération | Compagnon de la Libération | Compagnon de la Libération | Croix de guerre 1939-1945 | Croix de guerre 1939-1945 | Croix de guerre 1939-1945 |
| Médaille de la Résistance française Avec rosette |                                   |                                   |                            |                            |                            |                           |                           |                           |